# Première guerre gréco-punique
La première guerre gréco-punique est un conflit de l'année 480 av. J.-C. qui se déroule en Sicile entre une alliance menée par Carthage et associant les cités d'Himère et Rhégion, contre les cités grecques de Syracuse et d'Akragas. Elle se termina par une défaite de Carthage et la prise d'Himère.

## Contexte
Vers 900 av. J-C, les Phéniciens s'installèrent, avant même la fondation de Carthage, sur plusieurs points de la côte sicilienne. Ils ne pénétrèrent pas loin dans les terres et commercèrent avec les peuples locaux. Lors de l'arrivée des premiers colons grecs (vers 750 av. J-C), ils se replièrent sur les villes des côtes ouest de l'île (Motyé, Panormos et Solus).
De 750 à 650 av. J-C, les Phéniciens n'opposèrent que peu de résistance aux avancées des Grecs. Cela changea lors de l'arrivée de ces derniers sur la péninsule ibérique en 638 av. J-C.. Tout d'abord, Carthage apparut comme le principal centre de cette nouvelle résistance[réf. nécessaire]. Peu à peu, elle étendit son influence à travers le monde phénicien et établit un puissant empire commercial.
En 580 av. J-C, les Phéniciens siciliens s'allièrent avec les Élymes pour contrer des Grecs de Rhodes. Ils remportèrent en 580 av. J-C la bataille de Lilybée (aujourd'hui Marsala) mettant un terme aux ambitions grecques pour environ soixante-dix années.
Les cités phéniciennes de Sicile restèrent indépendantes jusqu'aux alentours de 540 av. J-C., où elles sont conquises par l'empire carthaginois naissant. En 510 av. J-C., les Carthaginois contrent la tentative d'expansion des cités grecques menée par le Spartiate Dorieus (frère de Léonidas). Les survivants grecs furent ensuite à l'origine d'une guerre entre Akragas, Sélinonte et Géla d'un côté, Carthage de l'autre. Les cités de Grèce ignorèrent l'appel à l'aide de ces cités et Carthage s'imposa.
Entre 505 et 480 av. J-C, la plupart des cités grecques siciliennes changèrent de formes de gouvernement passant à la tyrannie. Les cités doriennes, comme Géla, Akragas et Rhegion, en profitèrent pour augmenter leur territoire. Dans l'ensemble, les cités doriennes, dont la politique en Sicile était plus expansionniste que celle des cités ioniennes, furent les principales bénéficiaires de ce changement. En particulier, Géla, qui sous la direction de Cléandre (505-498 av. J-C) puis d'Hippocrates (498-491 av. J-C) prirent le contrôle de Zancle, Leontinoi, Naxos, Catana et Camarina. Gélon, leur successeur, captura Syracuse en 485 et en fit sa capitale. De son côté, Akragas, conquit, sous le tyran Théron (488-472) de Sikan et de Sicel. Via une série de mariages, Gélon et Théron prévinrent tout conflit entre leurs cités.
Pour contrer l'influence dorienne, Anaxilas de Rhégion d'Italie, qui s'empara à son tour de Zancle en 490 av. J-C, s'allia avec le tyran d'Himère. Les deux se rapprochèrent donc aux Carthaginois. Enfin, après la destruction de Megara Hyblaea par Gélon, Sélinonte rejoint aussi cette alliance entre 483 av. J-C. Les peuples indigènes, pris en sandwich, restèrent neutres mais les Élymes rejoignirent aussi les Carthaginois.
En 483 av. J-C., Theron déposa le tyran d'Himère, Terrilus. Celui-ci appela Carthage à l'aide qui décida d'envoyer une expédition sur l'île.

## La guerre
Carthage envoya une flotte en 480 av. J-C en espérant profiter des difficultés de la Grèce qui faisait alors face aux  Perses Achéménides. Après un voyage difficile et des pertes causées par de l'eau corrompue, les Carthaginois dirigés par Hamilcar débarquèrent à Ziz (l'actuelle Palerme). Ils furent écrasés par Gélon lors de la bataille d'Himère au cours de laquelle Hamilcar trouva la mort.
Les Carthaginois se préparèrent alors à faire face à une invasion mais Gélon accepta de traiter. Carthage paya 2 000 talents d'argent en réparation. Hormis Himère, déjà occupée, aucun territoire ne fut échangé et les alliés de Carthage ne furent pas attaqués.

## Conséquences
À Carthage, la défaite entraina la chute de l'ancienne monarchie qui fut remplacée par la république carthaginoise[réf. nécessaire]. Syracuse devint un centre grec majeur au cours des années suivantes.

## Sources de traduction
- (en) Cet article est partiellement ou en totalité issu de l’article de Wikipédia en anglais intitulé « Greek-Punic Wars » (voir la liste des auteurs).